# Erlöserkirche (Erding)
Die evangelische Erlöserkirche steht im Erdinger Stadtteil Klettham.

## Geschichte
Die Kirche wurde am 13. Juli 1963 eingeweiht. Der Bau war notwendig geworden, nachdem die Christuskirche aufgrund der gewachsenen Gemeinde den Anforderungen nicht mehr genügte, besonders nachdem Anfang der 1960er Jahre aufgrund des Fliegerhorst Erdings viele Soldatenfamilien herzogen.
Der Münchener Architekt Hans-Busso von Busse errichtete die Kirche als eigenwillige Konstruktion mit einem zeltartigen Dach in Brettschichtholz-Konstruktion.
Seit 2001 ist die Erlöserkirche denkmalgeschützt, seit 2018 Denkmal von nationaler Bedeutung. 2019 wurde sie renoviert.

## Bilder
|  |  |